# Thereza Grisólia Tang
Thereza Grisólia Tang (São Luiz Gonzaga, 10 de fevereiro de 1922 — Florianópolis, 17 de outubro de 2009) foi uma advogada e magistrada brasileira. Tang foi uma das primeiras mulheres  a assumir a função de juíza da história do Brasil, precedida apenas pela magistrada cearense Auri Moura Costa, empossada em 1939. Também presidiu o Tribunal de Justiça de Santa Catarina.
Tang graduou-se em Direito pela Faculdade de Direito da Universidade Federal do Rio Grande do Sul (UFRGS). Em 1954, após ser aprovada em concurso, foi designada juíza substituta da 12ª circunscrição judiciária, sediada em Criciúma, Santa Catarina. Ao longo de sua carreira, foi juíza de várias comarcas do estado, incluindo Palhoça, São José, Laguna e Florianópolis. Tang manteve-se como a única juíza do sistema judiciário catarinense até 1976.
Em 1975, Tang foi designada desembargadora do Tribunal de Justiça de Santa Catarina. Como desembargadora, ocupou os cargos de Corregedora Geral de Justiça (1985), Presidente do Tribunal Regional Eleitoral (1986) e Vice-Presidente do Tribunal. Em dezembro de 1989, assumiu a Presidência do TJ-SC, permanecendo nesta posição até março de 1990. Aposentou-se da magistratura em 1992, quando atingiu a idade limite de setenta anos.
Após a aposentadoria compulsória, Tang foi representante do Instituto dos Magistrados do Brasil em Santa Catarina e presidiu o Centro de Estudos Jurídicos do Tribunal de Justiça do estado. Ela morreu em outubro de 2009, vitimada por câncer de pâncreas; também sofria de mal de Parkinson. Em 2018, o TJ-SC criou o Auditório Thereza Grisólia Tang em sua homenagem.